# Васиньчук Антін Климентійович
Анті́н Климе́нтійович Васиньчук, також Антін Васильчук або Антон Васинчук (пол. Antin Wasyńczuk, Antoni Wasyńczuk, Antin Wasylczuk; 21 листопада 1885, Холм — 13 травня 1935, Холм) — український громадський діяч на Холмщині, політик та агроном. Упродовж 1918—1919 років працював уповноваженим уряду УНР у справах репатріації населення Холмщини і Підляшшя. У 1920 році заснував товариство «Рідна Хата» і газету «Наше життя» в Холмі.
Протягом 1922—1927 років був послом до Сейму Польщі I каденції, а у 1922—1923 роках очолював Українську Парляментарну Репрезентацію. Організував на Холмщині український кооперативний рух. Виступав за широку автономію для українського населення в межах польської держави, прагнув до порозуміння з владою Другої Речі Посполитої. Засуджував впливи радикальних ідеологій серед українців, що проживали у Польщі — як комунізму, так і крайнього націоналізму.
Брат Павла Васиньчука.

## Ранні роки життя
Антін Васиньчук походив із родини міщан-землеробів Климентія (Клеменса) та Марії (до шлюбу Джаман). Був найстаршою дитиною в родині. Мав братів Павла (1893—1944), Миколу (нар. 1897) і сестру Марію (1905—1945). Українська греко-католицька родина Васиньчуків походила з села Ілова на Холмщині. У 1810 році Микола Васиньчук (1765—1845), прапрадід Антіна, оселився в Холмі. З того часу родина Васиньчуків проживала в цьому місті.
У різних джерелах, як щодо Антіна, так і щодо його брата Павла, їхнє прізвище часто фігурує у формі Васильчук (особливо тоді, коли воно записувалося кирилицею). Як вказує біограф Васиньчука, доктор Мирослав Шумило (пол. Mirosław Szumiło), у 1917 році Антін, Павло та їхній кузин Єжи змінили прізвище на вищезгадане (на початку 20-х років XX століття в Антіна були особисті документи на прізвище Васильчук). До первинного варіанту вони повернулися у 1923 році. Однак, в українській пресі продовжувала вживатися форма Васильчук.
У більшості видань, присвячених особі Васиньчука, подана хибна дата його народження — 16 липня. Проте, на дату 21 листопада 1885 року вказують дані Уряду Громадянського Стану в Холмі та запис у паспорті самого Васиньчука, на який посилається його біограф, Мирослав Шумило. Антін був похрещений в православному кафедральному соборі в Холмі (зараз тут міститься римо-католицька Базиліка Різдва Пресвятої Богородиці). Перші роки він провів у сімейному будинку, розташованому на вулиці Броварній.

## Освіта

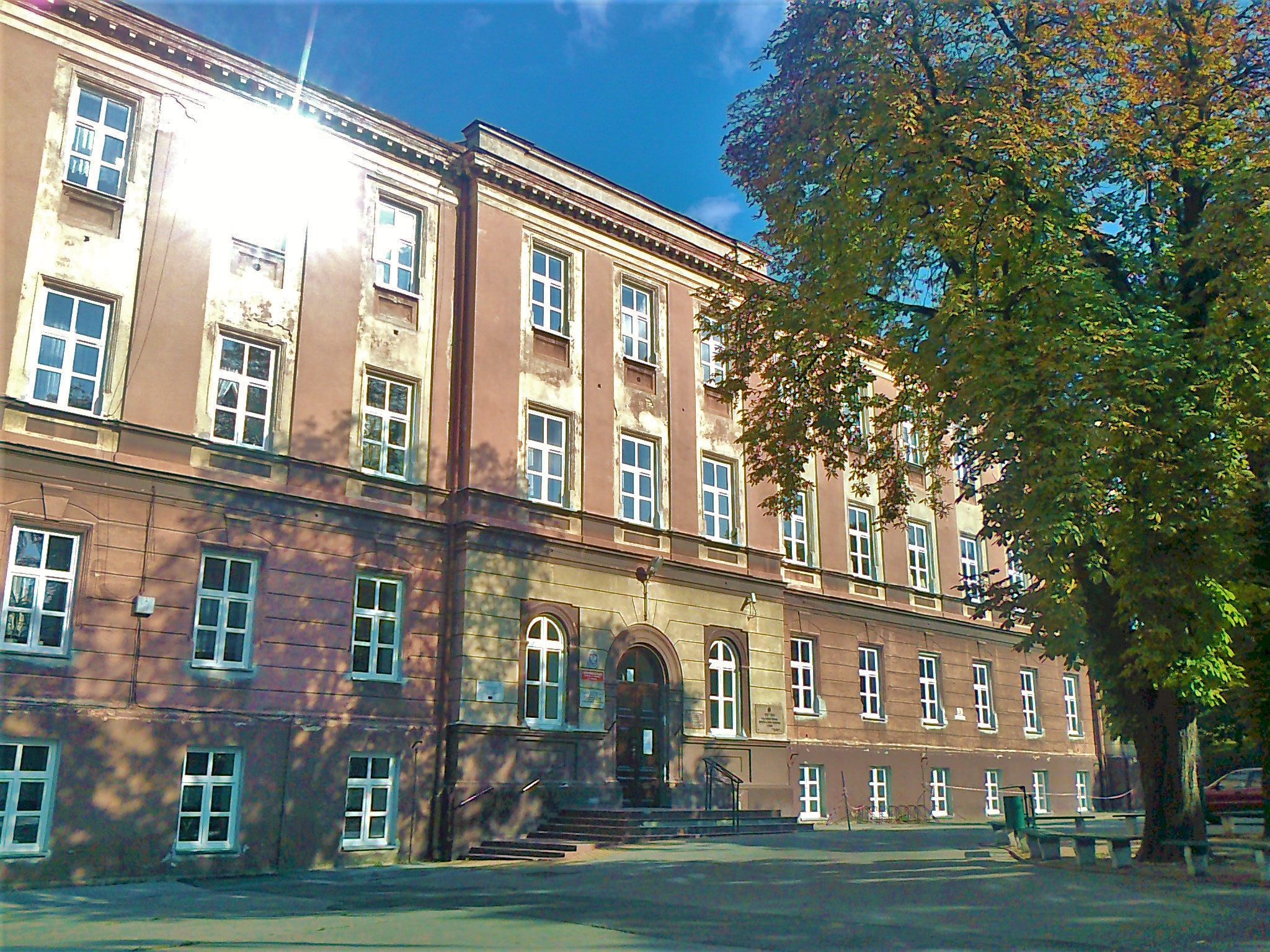
Будівля I загальноосвітнього ліцею ім. Стефана Чарнецького в Холмі, колишньої духовної семінарії, до якої ходив Антін Васиньчук

У 1894 році Антін Васиньчук розпочав навчання в однокласній школі, що діяла при Холмській православній духовній семінарії. Від 1895 року ходив до духовної школи, яка готувала учнів до духовної семінарії. Навчався добре, але до предметів, пов'язаних із релігійними питаннями, ентузіазму не проявляв. Однак у 1900 році розпочав навчання в Холмській православній духовній семінарії. Її учнів учителі послідовно русифікували та намагалися виховати антикатолицизм та антиполонізм. У Васиньчука ця ідеологічна обробка викликала наслідки, протилежні запланованим. Після революційних подій 1905 року він приєднався до нелегальної організації — холмської «Громади», яка мала культурно-освітній характер. Коли цей вчинок Васиньчука став відомий, йому довелося покинути семінарію. Тоді він переїхав до Сімферополя в Криму, де продовжив навчання в місцевій семінарії. Там же він здав матуру.
У 1905 році переїхав до Києва, де навчався на факультеті агрономії Київського політехнічного інституту Імператора Олександра ІІ. В той час брав участь у діяльності українських студентських громад — незалежницьких організацій соціалістичного спрямування. Тоді ж встановив контакти з поляками, які займалися схожою діяльністю, зокрема із Корпорацією студентів-поляків Університету і Політехніки (пол. Korporacja studentów Polaków Uniwersytetu i Politechniki). У 1909 чи 1910 році Васиньчук переїхав до Нової Олександрії (тодішня назва міста Пулави), де навчався в Інституті сільського господарства і лісівництва. Закінчив навчання у 1911 році та здобув звання вченого агронома 1 категорії.
Подальша освіта Васиньчука та його перший трудовий досвід до кінця не відомі. Найімовірніше, він навчався в політехнічному інституті в Росії (як асистент), потім працював у полтавському земстві, опісля був губернським інженером в Гродні. У 1915—1916 роках був слухачем економічного факультету Київського торговельного інституту. За окремими джерелами, він також навчався в Гайдельберзі, де і познайомився зі своєю майбутньою дружиною, полячкою римо-католицького віросповідання Стефанією Ґаліньською (пол. Stefania Galińska). Імовірно, вони одружилися в 1916 році. 11 листопада 1917 року народився їхній син Клеменс, а 28 червня 1918 року в Ніжині донька Ірена.

## Політична діяльність
За даними з окремих джерел, на початку 1917 року Васиньчук зголосився до Російської імператорської армії, аби провадити в її лавах пропагандистську діяльність, спрямовану на національне самоусвідомлення солдатів українського походження. Згодом, після початку Лютневої революції, долучився до ліквідації царської адміністрації в Києві, очоливши повсталих телеграфістів і телефоністів. Потім він став членом виконавчого комітету делегатів робітників та солдатів. Він також очолив провінційну Комісію, відповідальну за харчування військового округу і, нарешті, став членом міської ради Києва. Однак, Мирославові Шумилу не вдалося перевірити ці дані.
27—28 березня 1917 року Васиньчук був делегатом на кооперативному з'їзді Київської губернії. Тоді ж він став членом Спілки українських автономістів-федералістів (згодом перейменованої на Українську партію соціалістів-федералістів), угруповання, що підтримувало Тимчасовий уряд Росії і виступало за широку автономію українців в рамках федеративної Росії. Найімовірніше, увійшов також до складу Української Центральної Ради.

### Повноважний міністр УНР в справах репатріації
Після Жовтневого перевороту, оголошення Центральною Радою Третього Універсалу та проголошення Української Народної Республіки 20 листопада 1917 року Васиньчук дістав пропозицію увійти до складу соціалістичного уряду Володимира Винниченка, де міг отримати посаду віце-міністра сільського господарства чи очолити департамент міністерства внутрішніх справ. Втім, він відхилив ці пропозиції через радикальність уряду (який намагався конкурувати з більшовиками, проголошуючи, серед іншого, ліквідацію приватної власності на землю). Разом із тим, після підписання 9 лютого 1918 року Берестейського миру між владою УНР та Центральними державами, за яким до Української Народної Республіки відходили території Холмщини та частина Підляшшя, очолив делегацію, яка виїхала на ці землі з метою дослідження ситуації та надання кадрової допомоги губернському комісару Скоропису-Йолтуховському. Під кінець березня 1918 року Васиньчук прибув до Берестя.
Найімовірніше у квітні 1918 року Антін Васиньчук став уповноваженим уряду УНР у справах репатріації. Його завданням було уможливити поновне оселення на вищезгаданих територіях православного населення, яке було примусово евакуйоване влітку 1915 року разом із відступаючою російською армією. В цей час Васиньчук проживав у Рівному, а задля виконання покладених на нього обов'язків співпрацював із представниками Німецької імперії, Австро-Угорщини, польської Регенційної Ради та Міжнародного комітету Червоного Хреста. Створив міждержавну репатріаційну комісію зі штаб-квартирою в Ковелі та кільканадцять менших комісій в інших містах на Волині та Поліссі. В своїй роботі не поділяв репатріантів за національністю, а однаково ставився і до українців, і до поляків. В той час співпрацював, серед іншого, з націонал-демократичним політиком Станіславом Москалевським, очільником районного управління Центрального громадянського комітету в Україні (пол. Zarząd Rejonowy Centralnego Komitetu Obywatelskiego na Ukrainie), який займався репатріацією поляків до Царства Польського. Виступав за українсько-польську співпрацю, спрямовану проти росіян.

### Суспільно-політична діяльність на Холмщині

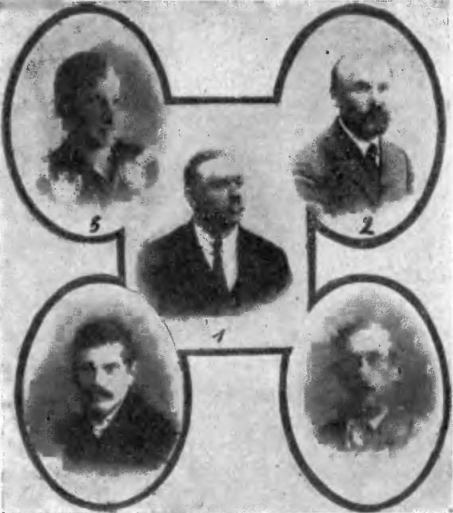
Лідери «Рідної Хати» близько 1924 року: Антін Васиньчук (голова, № 1), Семен Любарський (заступник голови, № 2), Марія Федонь (член товариства, № 5), Кость Сошинський (секретар, ліворуч внизу) та Іван Новосад (скарбник, праворуч внизу)

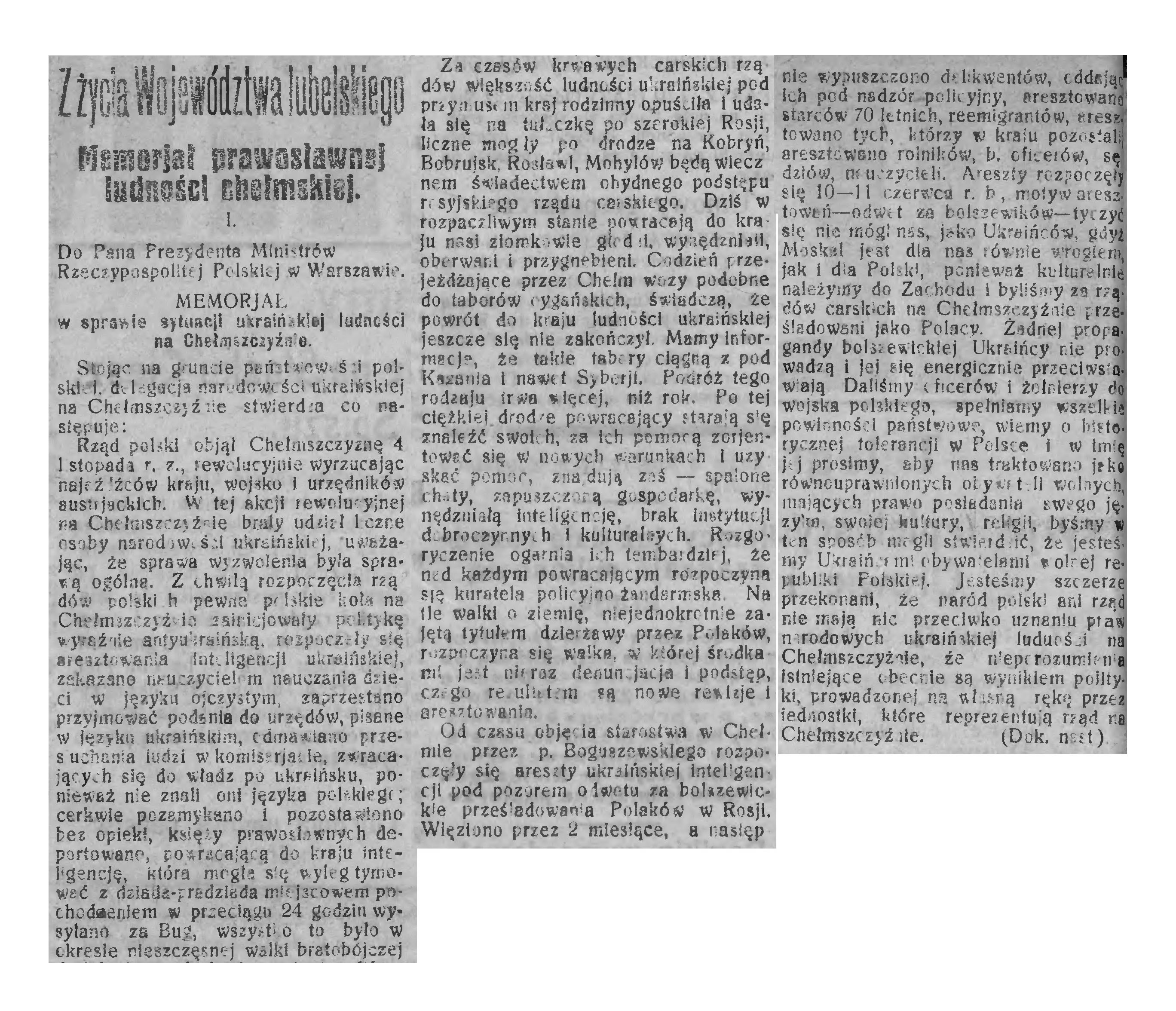
Фрагмент тексту Memoriał w sprawie sytuacji ukraińskiej ludności na Chełmszczyźnie, написаного Васиньчуком і надісланого польському урядові в жовтні 1919 року; опубліковано в газеті Ziemia Lubelska 7 жовтня 1919 року

На межі 1918—1919 років Антін Васиньчук із родиною повернувся до Холма. Там зосередився на здійсненні суспільної діяльності серед православних українців, пропагуючи активність у цій сфері в рамках польської держави. Від початку 1919 року в домі Васиньчука діяв Український комітет доброчинності, який він і очолював. Організація зосередилася на матеріальній допомозі та культурно-освітній діяльності серед українського населення Холмщини. Незабаром Комітет був реорганізований в добродійне товариство «Рідна Хата». Антін Васиньчук був активним і в Українському педагогічному товаристві, заснованому в лютому 1919 року, яке очолював його кузин, Єжи Васиньчук. Метою діяльності цієї організації був розвиток українського шкільництва.
Восени 1919 року Васиньчук опублікував Меморіал щодо ситуації українського населення на Холмщині (пол. Memoriał w sprawie sytuacji ukraińskiej ludności na Chełmszczyźnie), в якому чітко виступив за лояльність стосовно польської влади. В документі він описав становище українців на цих землях, зазначав, що вони виконують усі обов'язки як громадяни ІІ Речі Посполитої та домагався впровадження повної рівності їхніх прав. Крім того, він переконував, що українці, як і поляки, вороже налаштовані щодо більшовиків. В Меморіалі також знаходилась пропозиція відкриття українських народних шкіл, приватної гімназії в Холмі, дозвіл на використання української мови в судах та органах влади, впорядкування церковних питань і організація в Холмі Українського комітету з дорадчою (для польської влади) функцією. 7 жовтня 1919 року Васиньчук на чолі делегації подав документ у Міністерство внутрішніх справ Польщі, а 8 жовтня — в Канцелярію Голови Ради міністрів. Польська влада несхвально відреагувала на текст; сам лист залишився без офіційної відповіді. Також не вдалося офіційно зареєструвати «Рідну Хату», яка, проте, продовжувала діяти.
Восени 1919 року Васиньчук очолив Українську делегатуру, міжпартійну політичну раду, яка об'єднувала представників усіх українських партій, що діяли на тих територіях у складі Другої Речі Посполитої, що після поділів Польщі були захоплені Росією. Також він 26 лютого 1920 року був головою делегації, яка зустрілася з люблінським воєводою Станіславом Москалевським і висунула пропозиції, подібні до опублікованих в Меморіалі щодо ситуації українського населення на Холмщині. Польський чиновник пообіцяв вивчити ситуацію українського населення, але цей візит не приніс жодних реальних результатів. В той же час Васиньчук вже налагодив контакти з польським соціалістичним рухом (Польською соціалістичною партією) та соціал-демократами зі Львова. 9 червня 1920 року брав участь в конференції польських та українських політичних формувань, яка відбулася з ініціативи лівих та центристських фракцій польського Сейму. На цьому заході були представлені українці з Холмщини, Підляшшя, західного Полісся і Волині (в цій делегації співголовували Васиньчук і Марко Луцкевич) та представники Польської соціалістичної партії, ПНП «П'яст», ПНП «Визволення», ПНП «Лівиця» і Національної робітничої партії. Результатом зустрічі став меморіал, в якому пропонувалася та описувалася національно-територіальна автономія для територій у Польщі, на яких проживали українці. В документі детально розглядалися питання адміністрації, шкільництва, мови, самоврядування та релігійних справ. Меморіал мав стати предметом обговорення у Сеймі Речі Посполитої, але відставка уряду Леопольда Скульського цьому завадила.
У червні 1920 року Антін Васиньчук отримав концесію на публікацію газети «Наше Життя» — першого українського часопису на тих територіях у складі Другої Речі Посполитої, що після поділів Польщі були захоплені Росією. Вона видавалася в домі Васиньчука, а відповідальним редактором був його брат Павло. 27 червня (за фінансової підтримки львівської Української соціал-демократичної партії) вийшов перший номер часопису. В газеті піднімалися питання суспільної, політичної, культурної та економічної тематик, головно акцентуючи увагу на потребах і прагненнях українського населення. Автори, що друкувалися в «Нашому Житті», одночасно декларували і лояльне ставлення до польської держави, і прагнення до рівноправної співпраці з поляками.
11 серпня 1920 року Антін Васиньчук та його брат були заарештовані поліцією і ув'язнені в люблінській військовій в'язниці. Польська влада визнала їх непевними особами, оскільки наближалася Червона армія, а в «Нашому житті» була опублікована стаття із критикою східної політики уряду та закликами до підписання миру з більшовиками. В серпні 1920 року польська влада закрила часопис, заборонила діяльність Українського педагогічного товариства і делегалізувала «Рідну Хату» (яка, однак, продовжила діяти підпільно). Васиньчук опирався цим рішенням, користуючись підтримкою (в тому числі у Сеймі) посла від Польської соціалістичної партії Мар'яна Маліновського. На початку 1921 року брати Васиньчуки вийшли з-під арешту, але залишилися під поліційним наглядом. 4 травня 1921 року Антін Васиньчук керував президією з'їзду представників українського населення Холмщини і Підляшшя, на якому було опрацьовано документ із вимогою дотримання конституційних прав національних меншин. Опісля в червні 1921 року на чолі делегації подав його Мацеєві Ратаю, міністру духовних справ і народної освіти. Коли це не принесло результатів, Васиньчук звернувся до парламентських клубів Польської народної партії і Польської соціалістичної партії. У відповідь на ці звернення Сейм вислав послів Станіслава Тугутта та Еугеніуша Сьмяровського, які відвідали Холм 2 липня 1921 року і дослідили становище українського населення цієї місцевості.

## Посол до Сейму
Навесні 1922 року Васиньчук виступив за участь українських політиків, що діяли в Польщі, у виборах до Сейму. Він зробив це навіть попри бойкот, оголошений прем'єром ЗУНР в еміграції Євгеном Петрушевичем. Своє рішення Васиньчук мотивував тим, що краще мати в Сеймі не тільки друзів, але і своїх власних представників, (…) аби потреби нашої мови, віри і культури бралися до уваги. Окрім того, висловлював побоювання щодо якості проведення виборів і побоювався їх фальсифікації. У квітні Васиньчук очолив Український виборчий комітет Холмщини і Підляшшя, а також обійняв посаду віце-голови Українського виборчого комітету Холмщини, Підляшшя, Волині і Полісся. Спершу планував тісно співпрацювати із Польською соціалістичною партією і ПНП «Визволення». Зрештою став одним зі співзасновників Блоку національних меншин (БНМ), таким чином українські сили стали рівноправним партнером для партій інших національних меншин, що проживали у Польщі. Співпраця з польськими партіями такого статусу не гарантувала б.
12 червня 1922 року вдалося зареєструвати добродійне товариство «Рідна Хата». Її легальність підтвердив і люблінський воєвода. 5 вересня було поновлено публікацію тижневика «Наше Життя». У жовтні 1922 року Васиньчук очолив «Рідну Хату» (Марек Шумило наводить дату 1 жовтня, а Єжи Дорошевський — 15 жовтня). Паралельно з цим він проводив свою виборчу кампанію. Його кандидатура опинилася високо у загальнодержавному списку, а також на першому місці БНМ у виборчому окрузі № 28, що охоплював Янів-Любельський, Краснистав і Грубешів.

### Президент Української Парляментарної Репрезентації
У результаті виборів, що пройшли 5 і 12 листопада 1922 року, Васиньчук пройшов до Сейму із загальнодержавного списку. Також пройшов і по окрузі № 28, але тут він відмовився від мандату на користь Семена Любарського, який був на другій позиції у виборчому списку. 22 листопада 1922 року Васиньчук був одноголосно вибраний українськими послами президентом Українського сеймового клубу. Також він був обраний президентом Української Парляментарної Репрезентації (УПР), до складу якої увійшли як посли, так і сенатори-українці. Він же очолив аграрно-економічну комісію Клубу і був референтом УПР з цих питань. У своїй парламентській діяльності Васиньчук виступав за співпрацю з польськими силами лівого спрямування та з іншими представниками національних меншин у Польщі. В складі УПР належав до фракції, в якій були помірковані соціалісти-федералісти. В польському Сеймі Васиньчук увійшов до складу комісії з закордонних справ і аграрної комісії.
Васиньчук закликав до підтримки українськими послами вотуму довіри уряду Владислава Сікорського, створеного після вбивства президента Ґабріеля Нарутовіча (грудень 1922 року). В обмін на це прем'єр погодився на певні поступки щодо українського населення (зокрема щодо закритих шкіл і православних церков). Васиньчук, як член сеймової аграрної комісії, особливо цікавився питанням осадництва на Східних кресах. Допомогу польським колонізаторам і дискримінацію українських селян на цих територіях вважав серйозною перешкодою на шляху до порозуміння обох народів на селі. Політик також був дуже активним у питаннях шкільництва, закликаючи до впровадження української мови як мови викладання в усіх школах Холмщини, Підляшшя і Полісся. Попри це, його критикувала частина українських діячів, які вимагали опозиційних дій щодо польської держави. Коли українські посли невеликою більшістю голосів вирішили не брати участі в засіданнях Сейму, незгодний із цим рішенням Васиньчук 16 травня 1923 року склав повноваження президента Української Парляментарної Репрезентації.

### Автономіст-федераліст
Після складення повноважень очільника УПР Васиньчук вирішив утворити в Клубі власну фракцію, яка була б противагою для революційних прорадянських соціалістів та правих сил (пов'язаних з Українською народною трудовою партією). До його групи долучилися Семен Любарський (посол), Олександр Карпінський, Дем'ян Герштанський та Іван Пастернак (сенатори). Метою групи було
28 травня 1923 року Васиньчук під час з'їзду українців із Холмщини та Підляшшя в Холмі Васиньчук представив програмні тези своєї групи. Серед іншого, він тоді сказав:
У той час у Сеймі він переважно займався аграрними питаннями (був проти польського осадництва на Кресах) і територіальним самоврядуванням. Одночасно постійно керував діяльністю «Рідної Хати».
У другій половині 1923 року виник конфлікт між братами Васиньчуками. Павло прагнув конфронтації з урядом Вінцентія Вітоса, тоді як Антін виступав за проведення діалогу з польським урядом. На початку 1924 року в Українській Парляментарній Репрезентації відбувся розкол. Попри зусилля Антіна Васиньчука зберегти єдність, 22 лютого був утворений окремий Клуб українських соціал-демократів, то якого перейшли члени УПР лівого спрямування. Далі в березні 1924 року Павло Васиньчук разом із Андрієм Братунем, Максимом Чучмаєм та Степаном Маківкою почав створення нового угрупування — Українського соціалістичного об'єднання Селянський Союз (Сель-Союз). Прогресувала дезінтеграція УПР, яка остаточно відкинула програму автономістів-федералістів. Однак Антін Васиньчук продовжував бути вірним своїм поглядам, внаслідок чого серед українських послів і сенаторів був відомий під прізвиськом «Антономія».
Протягом весни 1924 року Васиньчук був залучений до кооперативної діяльності серед українців Холмщини. 13 квітня за його ініціативою в Холмі повстав споживчий кооператив «Добробут». Васиньчук став членом Ревізійної комісії кооперативу. 11 травня він відкрив кооперативний з'їзд Холмщини, Підляшшя, Полісся та Волині, під час якого запропонував утворення Українського народного банку. 7 червня обійняв посаду заступника голови правління Економічної ради Волині, Холмщини, Підляшшя і Полісся.
Наприкінці липня 1924 року Васиньчук подав заяву про вихід з Української Парляментарної Репрезентації. Василь Дмитріюк, висланий керівництвом УПР, намагався переконати його повернутись, але безрезультатно. Зрештою 23 жовтня президія УПР опублікувала заяву, в якій повідомлялося, що Васиньчук більше не є членом цього формування. Він опинився в політичній ізоляції, що стало наслідком, серед іншого, зростаючої популярності Сель-Союзу та впливу на українське населення нелегальної Комуністичної партії Західної України (КПЗУ). Ця ситуація не покращилася з виникненням 11 липня 1925 року Українського національно-демократичного об'єднання (УНДО), до складу якого ввійшла частина фракції автономістів-федералістів з УРП.
Внаслідок зростання впливу Сель-Союзу і КПЗУ в Товаристві «Рідна Хата» 23 листопада 1924 року Васиньчук відмовився від посади голови цієї організації. Його замінив Іван Пастернак. 17 травня 1925 року його також виключили з правління Товариства.
10 жовтня внаслідок злиття більшої частини волинсько-холмського Сель-Союзу та галицької групи «Народна воля» у Львові виникло Українське селянсько-робітниче соціалістичне об'єднання (Сель-Роб). Це політичне і суспільне угрупування було близьким до КПЗУ.

### Боротьба за повернення політичного статусу
У листопаді 1925 року Васиньчук почав діяльність, метою якої було повернути йому втрачену впливовість і колишній статус. Серед іншого, він організував повітовий економічний з'їзд в Холмі. Травневий переворот зустрів із надією на покращення становища українців у Польщі, підтримуючи попередні дії маршала Юзефа Пілсудського. В той час він підтримував тісні контакти з пілсудистом Тадеушем Голувком. Нова влада не виправдала його сподівань і не проявила бажання до зміни асиміляційної політики. Восени 1926 року з ініціативи Васиньчука в Холмі був заснований Клуб міщан-селян. Організація, з якою він пов'язував сподівання на повернення колишнього політичного статусу, складалася з поляків та українців і мала на меті забезпечення малоземельних і безземельних мешканців Холма землею після поділу одного з холмських маєтків. Цього результату їй, проте, досягти не вдалося.
15 січня 1927 року в Холмі був заснований селянсько-торговий кооператив «Українське господарське об'єднання» (УГО), а Васиньчук став президентом його Наглядової ради. Спершу організація розвивалася досить жваво, їй вдалося відкрити кілька магазинів та пунктів надання послуг.
У той час усередині Сель-Робу наростав конфлікт, який закінчився розколом. Павло Васиньчук, який висловлював антирадянські погляди, був виключений з партії. Подібним шляхом пішов увесь холмський Окружний комітет Сель-Робу. Павло почав співпрацю зі своїм братом і 17 квітня 1927 року реактивував Сель-Союз в Холмі. Обидва брати намагалися звільнити «Рідну Хату» від впливу Сель-Робу і КПЗУ.
22 травня 1927 року в кінотеатрі «Оаза» в Холмі відбувся організований Антіном Васиньчуком і групою його прихильників «надзвичайний національний з'їзд представників українського населення люблінського воєводства». Його метою було обрання нового Українського національного комітету Холмщини і Підляшшя. Сель-Роб назвав цей з'їзд «самозванським». Під час з'їзду Антін Васиньчук висловився за лояльність щодо польської влади, співпрацю українського народу з Польщею і проти прорадянських ухилів. Його погляди були жорстко розкритиковані послами Сергієм Хруцьким і Степаном Маківкою, які назвали його «інформатором», «провокатором польської влади» і «зрадником українських послів». Зрештою Антіна Васиньчука обрали керівником Українського національного комітету Холмщини і Підляшшя переважною більшістю голосів. Комітет закликав до утворення селянсько-торгових, виробничих, кредитних та споживчих кооперативів, Українського народного банку в Холмі, а також до мобілізації українського населення перед виборами до органів місцевого самоврядування, що наближалися. 9 жовтня 1927 року було засновано Український народний банк. Антін Васиньчук став членом його Наглядової ради.

## Поза Сеймом
Перед виборами 1928 року між Сель-Союзом і Сель-Робом точилася гостра боротьба за підтримку українського населення, що проживало на Холмщині і Підляшші. Задля підсилення своєї позиції Сель-Союз розпочав співпрацю з УНДО. Разом з тим, Васиньчук виступив проти союзу з єврейськими партіями і проти входу в Блок національних меншин (БНМ). Така позиція була наслідком паризького процесу над вбивцею отамана Симона Петлюри, Самійлом Шварцбардом. Він також вів переговори з польськими проурядовими партіями. Зрештою Антін Васиньчук погодився на входження до Блоку національних меншин, але поставив умову: саме він мав опинитися на 1 місці у списку кандидатів до Сенату. Йому відмовили. Попри це, Сель-Союз увійшов до складу БНМ. У відповідь на це Антін Васиньчук розірвав співпрацю зі своїм братом Павлом. Він розпочав свою власну виборчу кампанію, створивши Український національний економічний список, УНЕС (пол. Ukraińska Narodowa Lista Gospodarcza), який отримав номер 36.
8 лютого 1928 року Антін Васиньчук призвів до припинення друку часопису «Наше життя», яке перетворилося на ЗМІ, що публікувало статті з атаками Сель-Робу на його особу. Редакція видавництва переїхала до Берестя, де поновила діяльність: газета виходила накладом близько 1000 екземплярів і поширювалася на передвиборчих заходах УНЕС.
У парламентських виборах УНЕС зазнав нищівної поразки, не здобувши жодного мандату. На виборах до Сейму в 27-му окрузі набрав лише 389 голосів, а на Поліссі 525. На виборах до Сенату було набрано лише 343 і 50 голосів відповідно.
Після цієї поразки Антін Васиньчук відійшов від політичної діяльності, продовжуючи роботу в економічній і самоврядній сферах. Спершу очолюваний ним Український економічний зв'язок (УЕЗ) досить добре працював. Однак вже незабаром внаслідок погіршення економічної ситуації він був змушений набрати кредитів під високі відсотки. На початку 1930 року виявилося, що УЕЗ не здатний їх повернути. В лютому 1933 року загальні збори членів кооперативу прийняли рішення про його ліквідацію. Васиньчук разом із шістьма іншими членами УЕЗ мусив заплатити заборгованість Зв'язку в розстрочку, що дуже погано вплинуло на його матеріальну ситуацію.

## Останні роки

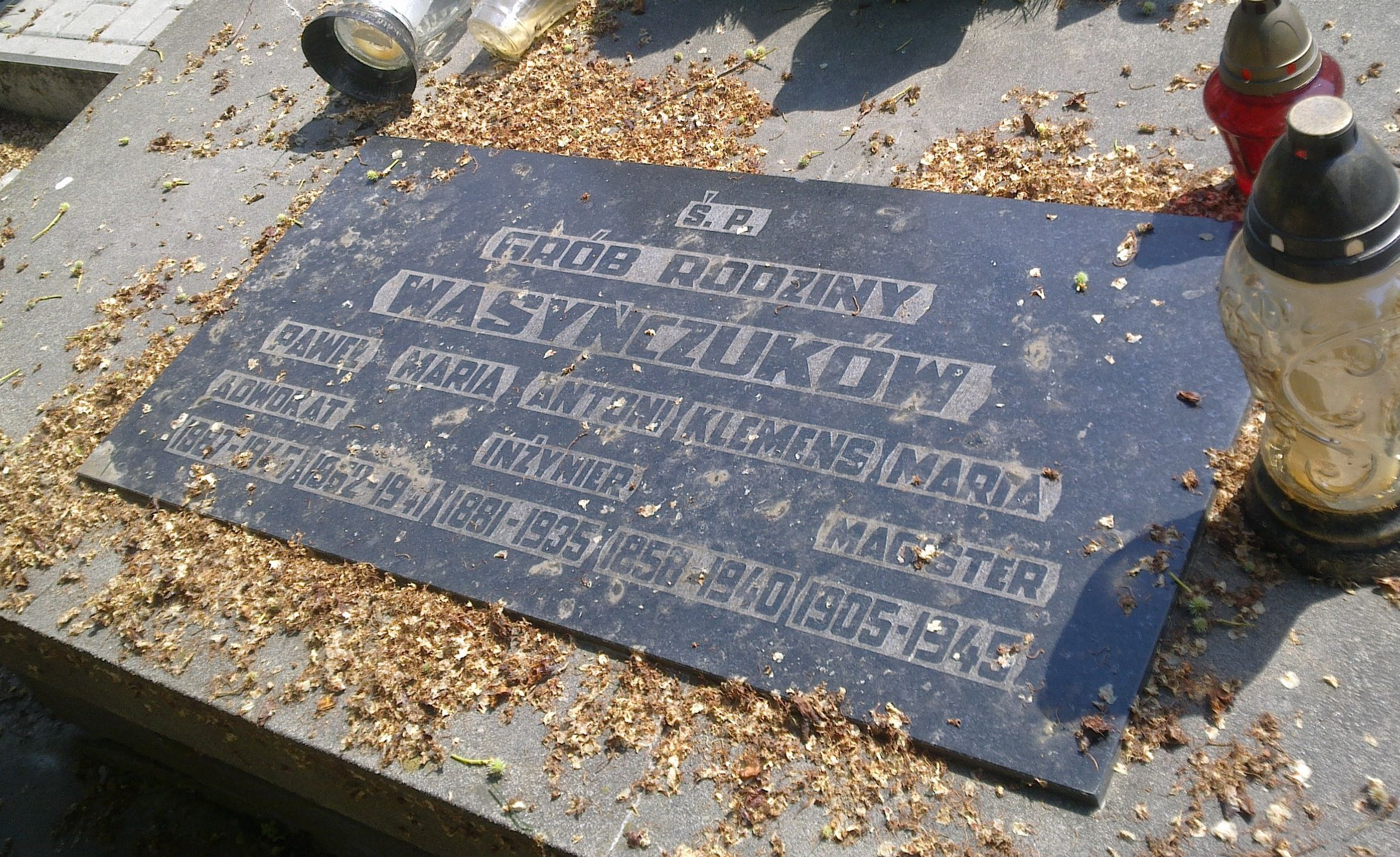
Могила родини Васиньчуків на цвинтарі на вулиці Львівській у Холмі, в якій поховано Антіна Васиньчука (на надгробку вказана хибна дата народження — 1881), його матір Марію, брата Павла, батька Климентія та сестру Марію

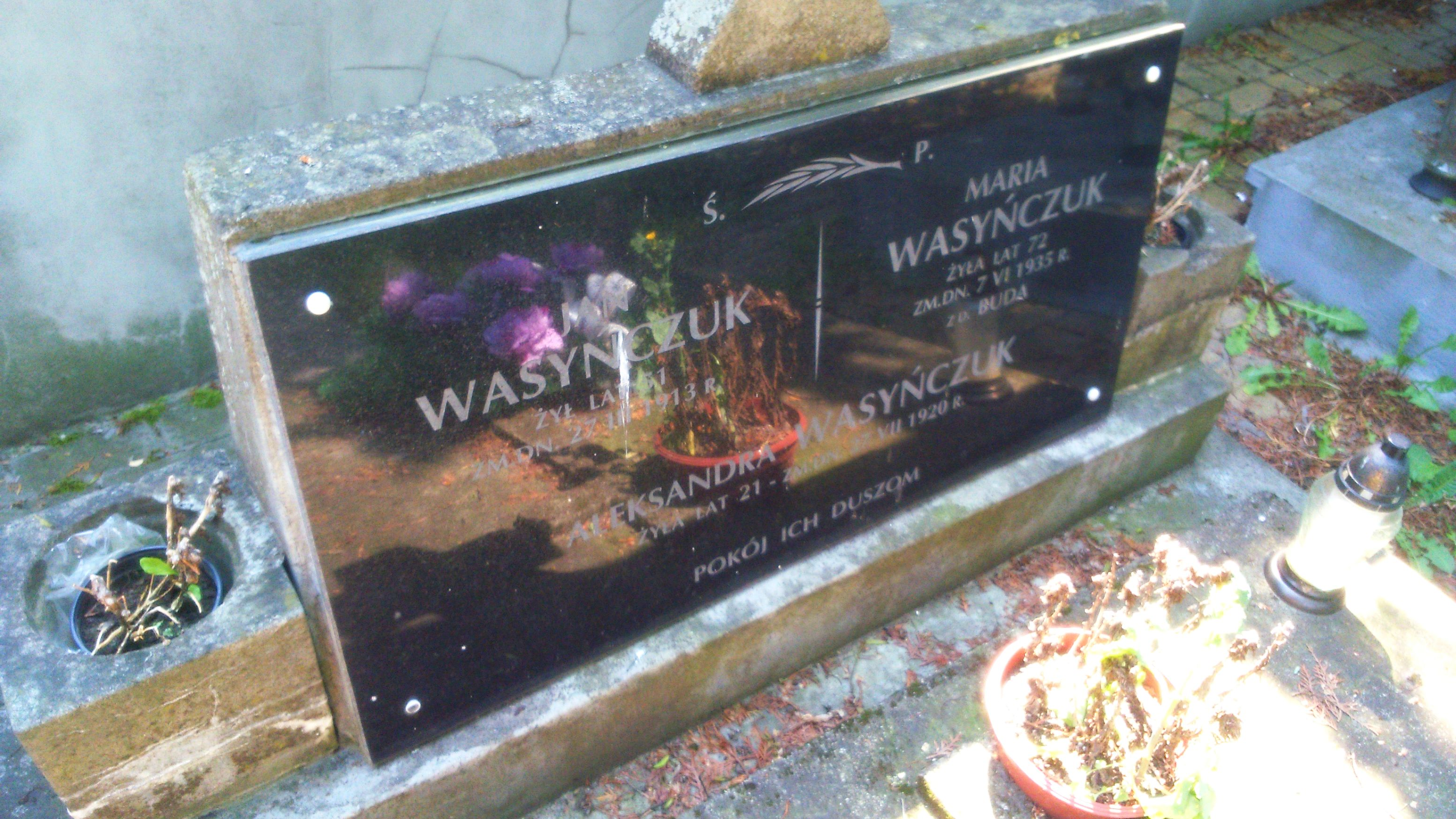
Могила дядька Антіна Васиньчука, Яна, його тітки Мар'яни (до шлюбу Буда) та кузина Олександра. Цвинтар на вулиці Львівській у Холмі

Під кінець життя Антін Васиньчук прагнув брати участь в громадському житті: у вересні 1932 року очолив надзвичайний комітет, скликаний у Холмі з метою відставки членів міської ради внаслідок викритих порушень в керуванні міським господарством. 15 листопада 1932 року міську раду було розпущено.
Васиньчук планував балотуватися на виборах до міської ради Холма у травні 1934 року як представник українців у списку Безпартійного блоку співпраці з урядом. Проте керівництво ББСУ не прийняло його кандидатуру. Тоді він спробував скористатися задля досягнення мети Клубом міщан-аграріїв та Товариства селян. Коли і цей варіант виявився неможливим, закликав до бойкоту виборів.
У квітні 1935 року Антін Васиньчук захворів на фурункульоз — внаслідок гнійного запалення волосяних фолікул з некрозом та випадкової травми відбулося гостре зараження крові. Хворого прооперували в холмському шпиталі, але його стан не покращився. В зв'язку з цим його перевезли до університетської клініки у Варшаві, де він лікувався протягом місяця. Його шкіру очистили під час однієї з операцій, але наркоз і прогресуючий цукровий діабет ослабили серце політика. Його близькі, не бачачи поліпшення, вирішили перевезти його до рідного міста. Антін Васиньчук помер 13 травня 1935 року під час повернення потягом з Варшави до Холму. «Польсько-український бюлетень» так описав його похорони:

## Політичні погляди
Антін Васиньчук був прихильником політичного українсько-польського порозуміння. В своїх текстах і промовах посилався на союз Юзефа Пілсудського і Семена Петлюри у 1920 році, укладеного проти більшовиків. Був противником комунізму і галицького сепаратизму. Виступав проти різних форм радикалізму, як політичного, так і соціального, пропагуючи помірковані погляди.
Прагнув до національного самоусвідомлення українського населення, що проживало на Холмщині й Підляшші. Задля цього пропагував його розвиток в економічній, культурній, освітній та самоврядній сферах; усе це при порозумінні з польською владою. Виступав за активне залучення українців до кооперативного руху. Стверджував, що найліпшим шляхом до реалізації вимог українців є участь в політичному житті Польщі за допомогою використання активного і пасивного виборчого права. Протягом більшої частини своєї політичної діяльності Васиньчук був автономістом-федералістом. Хотів, аби в процесі переговорів з посадовцями польської держави в межах Польщі на територіях, де проживали українці, була утворена національно-політична автономія із власним Сеймом (у Львові, Холмі чи Луцьку), судовою системою, адміністрацією, шкільництвом та військом. Таке утворення мало би бути перехідною формою до часу повстання незалежної України (поєднаної з Польщею у федерації), до складу якої мали б відійти і землі УРСР. Шлях до цього, на думку Васиньчука, мав пролягати через антирадянський польсько-український союз. Як він сам заявляв,
У 1927 році, бачачи низьку популярність концепції автономії як серед українців (які перебували під впливом як націоналістів, так і комуністичних чи прокомуністичних сил), так і серед польських організацій лівого спрямування, переглянув свої погляди. Від того часу добивався тільки українізації Польської Православної Церкви, відкриття польською владою закритих святинь, утворення на Холмщині та Підляшші українських шкіл, підвищення активності українців у самоврядній та кооперативній сферах.

## Родина та особисте життя

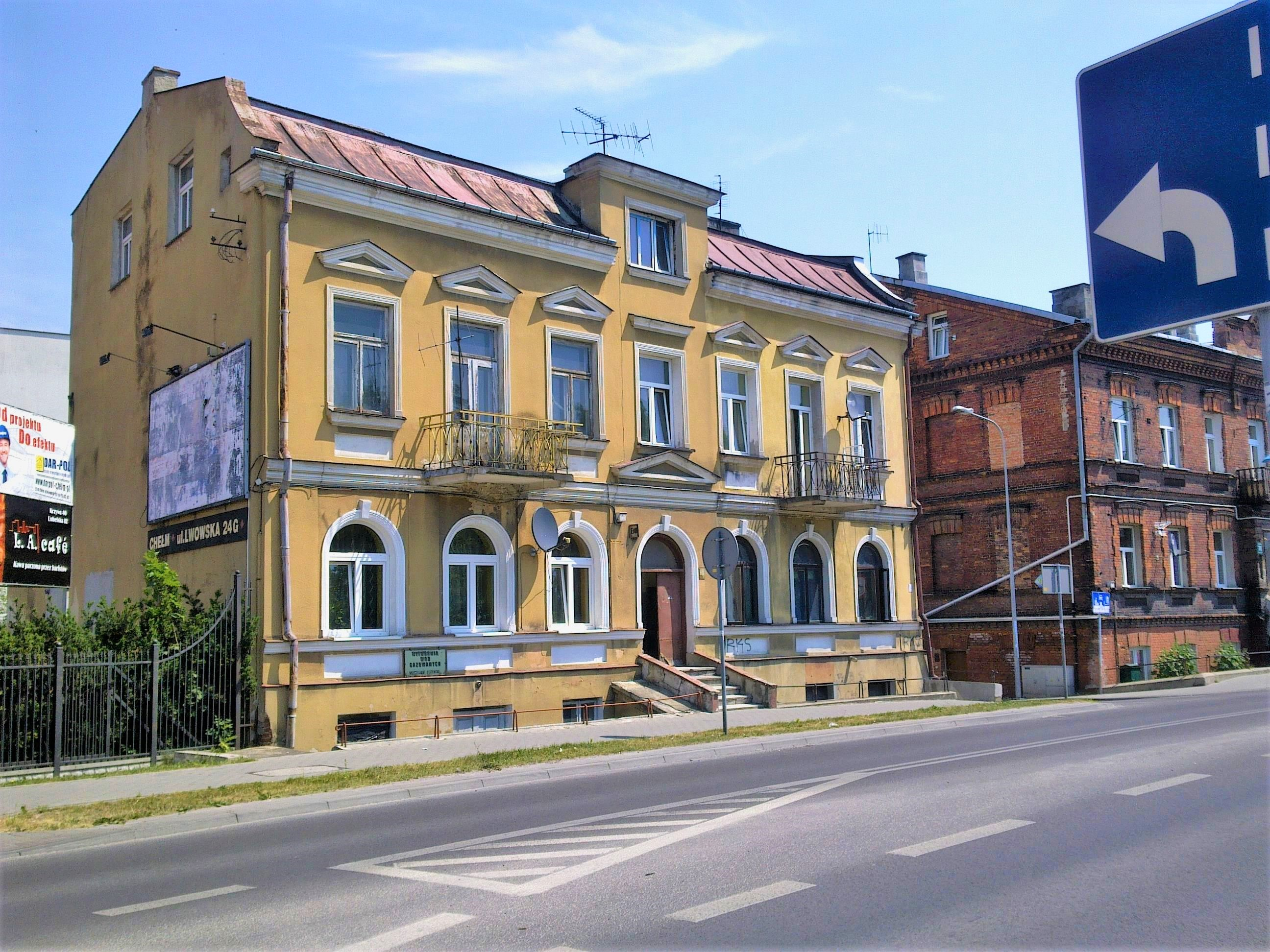
Кам'яниця на вулиці Любельській, 80 в Холмі, збудована Антіном Васиньчуком у 1924 році. Тут він проживав разом із родиною

У шлюбі Антіна Васиньчука та Стефанії Ґаліньської (1898 — 1994 в США) народилося семеро дітей:
- Клеменс (11 жовтня 1917 — 1992) — випускник Школи Підхорунжих в Зеґже, учасник Вересневої кампанії. Потрапив до німецького полону, згодом опинився в американській окупаційній зоні, виїхав до США і оселився в Каліфорнії. Як фахівець із супутникового зв'язку працював у NASA (серед іншого, був зайнятий в будівництві двигунів до шатлу Колумбія)[3],
- Ірена (нар.28 червня 1918 в Ніжині) — під час Варшавського повстання працювала в шпиталі, потім потрапила до табору для біженців з Варшави в Прушкуві, згодом оселилася в Сулеюві та Живці[3],
- Людмила Христина (22 листопада 1919 в Холмі — 2001) — від 1944 року перебувала у Варшаві, потім у таборі в Прушкуві, разом із матір'ю була вивезена до Німеччини. Опинилася в американській окупаційній зоні. Емігрувала до США, де одружилася з поляком Яном Яблоновським (пол. Jan Jabłonowski)[3],
- Марія (також Марина[16]; 9 листопада 1921 в Холмі — 18 квітня 1945) — протягом війни перебувала в Холмі. Вбита разом із Павлом Васиньчуком у 1945 році (за різними джерелами, виконавцями вбивства були представники польського руху опору, польські комуністичні служби безпеки чи НКВС)[3],
- Мирослав (10 серпня 1923 в Холмі — 1944) — залучений німцями під час Другої світової до праці сторожа на залізниці, застрелений польськими партизанами[3],
- Євген (брат-близнюк Леона, нар. 24 березня 1925) — вивезений під час війни на примусову працю до Німеччини, опинився в американській окупаційній зоні та емігрував до США[3],
- Леон (брат-близнюк Євгена, нар. 24 березня 1925) — вивезений під час війни на примусову працю до Німеччини, опинився в американській окупаційній зоні та емігрував до США. Як військовий інженер, взяв участь у Корейській війні[3].

Діти виховувалися в атмосфері багатокультурності — в родині розмовляли як українською, так і польською мовами. Сам Васиньчук іноді розмовляв із дітьми німецькою. Родина святкувала і католицькі, і православні свята.
Сучасники описували Антіна Васиньчука як врівноважену, обов'язкову, раціональну та пунктуальну людину. Він не проявляв забагато емоцій, але був енергійним, спритним, амбітним, але водночас — обережним і розсудливим. Мав ораторські здібності, був хорошим організатором із лідерськими рисами характеру. Своєю розсудливістю відрізнявся від брата Павла, який був схильний до різких реакцій. З цього приводу брати часто конфліктували.
Антін Васиньчук захоплювався географією, колекціонуючи різноманітні атласи та фахову літературу. Мав приязні стосунки з відомим географом, професором Еугеніушем Ромером. Добре володів латиною. Також цікавився італійським живописом.
У 1919 році Антін Васиньчук придбав у Холмі земельну ділянку по вулиці Любельській, 80, де за кошти від діяльності послом у 1924 році збудував триповерхову кам'яницю. Керував власною торговельною конторою, що займалася посередництвом у торгівлі продукцією сільського господарства.

## Генеалогічне дерево
| Степан Васиньчук (1827-?) | Степан Васиньчук (1827-?) |                                                      |                                                      | Анна Пачоса (? — ?) | Анна Пачоса (? — ?) |  |  | Матеуш Джаман (? — ?) | Матеуш Джаман (? — ?) |                                                |                                                | Юліанна Кутина (? — ?) | Юліанна Кутина (? — ?) |
|                           |                           |                                                      |                                                      |                     |                     |  |  |                       |                       |                                                |                                                |                        |                        |
|                           |                           |                                                      |                                                      |                     |                     |  |  |                       |                       |                                                |                                                |                        |                        |
|                           |                           | Климентій Васиньчук (1 лютого 1860 — 27 жовтня 1940) | Климентій Васиньчук (1 лютого 1860 — 27 жовтня 1940) |                     |                     |  |  |                       |                       | Марія Джаман (18 квітня 1864 — 27 серпня 1942) | Марія Джаман (18 квітня 1864 — 27 серпня 1942) |                        |                        |
|                           |                           |                                                      |                                                      |                     |                     |  |  |                       |                       |                                                |                                                |                        |                        |
|                           |                           |                                                      |                                                      |                     |                     |  |  |                       |                       |                                                |                                                |                        |                        |
|                           |                           |                                                      |                                                      |                     |                     |  |  |                       |                       |                                                |                                                |                        |                        |

|  |  |  |  | Антін Васиньчук 21 листопада 1885 — 13 травня 1935 |